# Sybra apiceflora
Sybra apiceflora es una especie de escarabajo del género Sybra, familia Cerambycidae. Fue descrita científicamente por Breuning.
Habita en Nueva Guinea. Mide 10,5 mm.